# EuroCity
EuroCity, abreujat EC, són els serveis ferroviaris de passatgers que circulen per la xarxa ferroviària europea. En contrast amb els trens que porten la denominació "IC" (InterCity), els trens "EC" són trens internacionals que compleixen certs criteris, descrits més endavant. Els trens "EC" van reemplaçar els anomenats Trans Europ Express com a trens internacionals europeus.

## Creuament de fronteres
El primer tren "EC" va ser posat en servei el 1987, abans de l'entrada en vigor dels Acords de Schengen. Per aquest motiu, havia de fer-se el control de passaports als punts fronteres. En la majoria dels casos els trens havien d'aturar-se en estacions frontereres i els passatgers havien de baixar del tren per realitzar els tràmits, però als trens "EC" el control de passaports es realitzava sobre el mateix tren en moviment.

## Criteris que han de complir els trens EuroCity
- El tren ha de circular a través de dos o més països.
- Tots els cotxes han de comptar amb aire condicionat.
- Només realitzen parades a les grans ciutats.
- Les parades no són majors de cinc minuts (excepte en casos especials, fins a quinze minuts).
- Comestibles i begudes estan disponibles a bord, habitualment en un cotxe-restaurant o cotxe-menjador.
- El personal parla almenys dos idiomes, un dels quals ha de ser angles, francès o alemany.
- La velocitat comercial (que inclou els temps de parades) és superior a 90 km/h, excepte quan se circula per terreny muntanyós o es realitzen trams en ferris.
- Els serveis són diürns: comencen a partir de les 6:00 i finalitzen abans de la mitjanit. Els serveis equivalents nocturns es denominen EuroNight.

## Llista de trens EuroCity
| >>> / <<<                                          | Nom                                                 | Origen             | Destí              | Recorregut | Acoblaments                 |
| -------------------------------------------------- | --------------------------------------------------- | ------------------ | ------------------ | --- | --------------------------- |
| EC 6/7                                             | -                                                   | Coira              | Hamburg            | Coira, Landquart, Bad Ragaz, Sargans, Ziegelbrücke, Pfäffikon SZ, Wädenswil, Thalwil, Zuric, Lenzburg, Aarau, Sissach, Liestal, Basilea, Friburg de Brisgòvia, Baden-Baden, Karlsruhe, Mannheim, Magúncia, Coblença, Bonn, Colònia, Düsseldorf, Duisburg, Essen, Bochum, Dortmund, Münster, Osnabrück, Diepholz, Bremen, Hamburg |                             |
| EC 12/13, 14/15, 16/17, 18/19, 20/21, 22/23, 24/25 | -                                                   | Milà               | Zúric              | Milà, Como, Chiasso, Lugano, Bellinzona, Arth-Goldau, Zug, Zuric |                             |
| EC 30/31                                           | -                                                   | Copenhaguen        | Hamburg            | Copenhaguen, Høje-Taastrup, Næstved, Vordingborg, Nykøbing Falster, Rødby, Puttgarden, Oldenburg in Holstein, Lübeck, Hamburg |                             |
| EC 32/39, 34/35, 36/41                             | -                                                   | Milà               | Ginebra            | Milà, Stresa, Domodossola, Brig, Sion, Montreux, Lausana, Ginebra |                             |
| EC 37/42                                           | -                                                   | Venècia            | Ginebra            | Ginebra, Lausana, Montreux, Sion, Brig, Domodossola, Gallarate, Milà, Brescia, Peschiera del Garda, Verona, Vicenza, Pàdua, Mestre, Venècia |                             |
| EC 40/41, 42/43, 44/45, 46/47                      | Berlin-Warszawa Express                             | Varsòvia           | Berlín             | Varsòvia, Kutno, Konin, Poznań, Świebodzin, Rzepin, Frankfurt (Oder), Berlín |                             |
| EC 50/51, 52/59, 56/57                             | -                                                   | Milà               | Basilea            | Milà, Gallarate, Domodossola, Brig, Visp, Spiez, Thun, Berna, Olten, Liestal, Basilea |                             |
| EC 70/71 EC 72/73 EC 74/75 EC 76/77                | Gustav Mahler Smetana Franz Schubert Antonín Dvořák | Wiener Neustadt    | Praga              | Wiener Neustadt, Viena, Břeclav, Brno, Česká Třebová, Pardubice, Praga |                             |
| EC 100/101                                         | -                                                   | Coira              | Hamburg            | Coira, Landquart, Bad Ragaz, Sargans, Ziegelbrücke, Pfäffikon SZ, Wädenswil, Thalwil, Zuric, Basilea, Friburg de Brisgòvia, Baden-Baden, Karlsruhe, Mannheim, Magúncia, Coblença, Bonn, Colònia, Düsseldorf, Duisburg, Essen, Bochum, Dortmund, Münster, Osnabrück, Bremen, Hamburg |                             |
| EC 102/103                                         | Polonia                                             | Villach            | Varsòvia           | Villach, Velden am Wörther See, Klagenfurt, Sankt Veit an der Glan, Friesach, Unzmarkt, Judenburg, Knittelfeld, Leoben, Bruck an der Mur, Wiener Neustadt, Viena, Břeclav, Hodonín, Staré Město, Otrokovice, Prerov, Ostrava, Bohumín, Zebrzydowice, Katowice, Sosnowiec, Varsòvia |                             |
| EC 104/105                                         | Sobieski                                            | Viena              | Varsòvia           | Viena, Břeclav, Hodonín, Staré Město, Otrokovice, Prerov, Ostrava, Bohumín, Zebrzydowice, Katowice, Sosnowiec, Varsòvia |                             |
| EC 110/111                                         | Praha                                               | Varsòvia           | Praga              | Varsòvia, Sosnowiec, Katowice, Zebrzydowice, Bohumín, Ostrava, Hranice na Moravě, Olomouc, Zábřeh, Česká Třebová, Pardubice, Kolín, Praga |                             |
| EC 112/113                                         | Mimara                                              | Klagenfurt         | Siegen             | Klagenfurt, Krumpendorf/Wörthersee, Pörtschach am Wörthersee, Velden am Wörther See, Villach, Spittal-Millstätter See, Mallnitz-Obervellach, Bad Gastein, Bad Hofgastein, Dorfgastein, Schwarzach-St. Veit, Sankt Johann im Pongau, Bischofshofen, Golling-Abtenau, Salzburg, Freilassing, Traunstein, Prien am Chiemsee, Rosenheim, Múnic, Augsburg, Günzburg, Ulm, Stuttgart, Heidelberg, Weinheim, Bensheim, Darmstadt, Frankfurt del Main, Friedberg (Hessen), Bad Nauheim, Gießen, Wetzlar, Herborn, Dillenburg, Haiger, Siegen                                                                                          | EC 212/213 (Villach-Siegen) |
| EC 114/115                                         | Wörthersee                                          | Klagenfurt         | Dortmund / Münster | Klagenfurt, Krumpendorf/Wörthersee, Pörtschach am Wörthersee, Velden am Wörther See, Villach, Spittal-Millstätter See, Mallnitz-Obervellach, Bad Gastein, Bad Hofgastein, Dorfgastein, Schwarzach-St. Veit, Sankt Johann im Pongau, Bischofshofen, Golling-Abtenau, Salzburg, Freilassing, Traunstein, Prien am Chiemsee, Rosenheim, Múnic, Augsburg, Günzburg, Ulm, Stuttgart, Mannheim, Worms, Magúncia, Bingen am Rhein, Coblença, Andernach, Remagen, Bonn, Colònia, Düsseldorf, Duisburg · (a) ...Mülheim an der Ruhr, Essen, Bochum, Dortmund · (b) ...Oberhausen, Gelsenkirchen, Wanne-Eickel, Recklinghausen, Münster |                             |
| EC 117                                             | -                                                   | Frankfurt del Main | Klagenfurt         | Frankfurt del Main, Darmstadt, Bensheim, Weinheim, Heidelberg, Stuttgart, Ulm, Günzburg, Augsburg, Múnic, Rosenheim, Prien am Chiemsee, Traunstein, Freilassing, Salzburg, Golling-Abtenau, Bischofshofen, Sankt Johann im Pongau, Schwarzach-St. Veit, Dorfgastein, Bad Hofgastein, Bad Gastein, Mallnitz-Obervellach, Spittal-Millstätter See, Paternion-Feistritz, Villach, Velden am Wörther See, Pörtschach am Wörthersee, Krumpendorf/Wörthersee, Klagenfurt |                             |
| EC 120/121                                         | Košičan                                             | Košice             | Praga              | Košice, Kysak, Spišská Nová Ves, Poprad-Tatry, Štrba, Liptovský Mikuláš, Žilina, Považská Bystrica, Púchov, Horní Lideč, Vsetín, Valašské Meziříčí, Hranice (Přerov), Olomouc, Česká Třebová, Pardubice, Kolín, Praga |                             |
| EC 136/137                                         | Moravia                                             | Budapest           | Bohumín            | Budapest, Rákospalota-Újpest, Vác, Nagymaros-Visegrád, Szob, Štúrovo, Nové Zámky, Bratislava, Kúty, Břeclav, Hodonín, Staré Město, Otrokovice, Prerov, Ostrava, Bohumín |                             |
| EC 153/158                                         | -                                                   | Basilea            | Venècia            | Basilea, Olten, Luzern, Arth-Goldau, Bellinzona, Lugano, Chiasso, Como, Milà, Brescia, Desenzano del Garda, Verona, Vicenza, Pàdua, Mestre, Venècia |                             |
| EC 158                                             | Croatia                                             | Zagreb             | Viena              | Zagreb, Savski Marof, Dobova, Krško, Sevnica, Laško, Celje, Poljčane, Pragersko, Maribor, Spielfeld-Straß, Leibnitz, Graz, Bruck an der Mur, Kapfenberg, Mürzzuschlag, Wiener Neustadt, Viena |                             |
| EC 165/166                                         | Kaiserin Elisabeth                                  | Zúric              | Feldkirch          | Zuric, Sargans, Buchs SG, Feldkirch |                             |
| EC 170/171                                         | Hungaria                                            | Budapest           | Berlín             | Budapest, Rákospalota-Újpest, Vác, Nagymaros-Visegrád, Szob, Štúrovo, Nové Zámky, Bratislava, Kúty, Břeclav, Brno, Pardubice, Kolín, Praga, Ústí nad Labem, Děčín, Bad Schandau, Dresden, Elsterwerda, Berlín |                             |
| EC 172/173                                         | Vindobona                                           | Villach            | Hamburg            | Villach, Klagenfurt, Sankt Veit an der Glan, Leoben, Bruck an der Mur, Wiener Neustadt, Viena, Břeclav, Brno, Pardubice, Kolín, Praga, Ústí nad Labem, Děčín, Bad Schandau, Dresden, Berlín, Wittenberge, Ludwigslust, Büchen, Hamburg |                             |
| EC 174/175                                         | Jan Jesenius                                        | Budapest           | Hamburg            | Budapest, Rákospalota-Újpest, Vác, Nagymaros-Visegrád, Szob, Štúrovo, Nové Zámky, Bratislava, Kúty, Břeclav, Brno, Pardubice, Kolín, Praga, Ústí nad Labem, Děčín, Bad Schandau, Dresden, Berlín, Wittenberge, Ludwigslust, Büchen, Hamburg |                             |
| EC 176                                             | Alois Negrelli                                      | Brno               | Hamburg            | Brno, Česká Třebová, Pardubice, Kolín, Praga, Ústí nad Labem, Děčín, Bad Schandau, Dresden, Berlín, Wittenberge, Ludwigslust, Büchen, Hamburg |                             |
| EC 177                                             | Johannes Brahms                                     | Berlín             | Viena              | Berlín, Elsterwerda, Dresden, Bad Schandau, Děčín, Ústí nad Labem, Praga, Kolín, Pardubice, Brno, Břeclav, Viena |                             |
| EC 178/179                                         | Alois Negrelli                                      | Praga              | Szczecin           | Praga, Ústí nad Labem, Děčín, Bad Schandau, Dresden, Berlín, Bernau bei Berlin, Eberswalde, Angermünde, Szczecin |                             |
| EC 188                                             | Val Gardena/Grödnertal                              | Verona             | Múnic              | Verona, Rovereto, Trento, Bozen, Brixen, Franzensfeste, Brenner, Innsbruck, Jenbach, Wörgl, Kufstein, Rosenheim, Múnic |                             |
| EC 190/191, 192/193, 194/195, 196/197              | -                                                   | Múnic              | Zúric              | Múnic, Buchloe, Memmingen, Lindau, Bregenz, St. Margrethen, Sankt Gallen, Winterthur, Aeroport de Zuric, Zuric |                             |
| EC 210/211                                         | Sava                                                | Belgrad            | Múnic              | Belgrad, Nova Pazova, Stara Pazova, Ruma, Sremska Mitrovica, Tovarnik, Vinkovci, Strizivojna-Vrpolje, Slavonski Brod, Nova Kapela-Batrina, Nova Gradiška, Novska, Banova Jaruga, Kutina, Ivanić-Grad, Dugo Selo, Zagreb, Savski Marof, Dobova, Sevnica, Zidani Most, Trbovlje, Ljubljana, Škofja Loka, Kranj, Lesce-Bled, Jesenice, Villach, Spittal-Millstätter See, Mallnitz-Obervellach, Bad Gastein, Bad Hofgastein, Dorfgastein, Schwarzach-St. Veit, Sankt Johann im Pongau, Bischofshofen, Golling-Abtenau, Salzburg, Freilassing, Traunstein, Prien am Chiemsee, Rosenheim, Múnic                                     |                             |
| EC 212/213                                         | Mimara                                              | Zagreb             | Siegen             | Zagreb, Savski Marof, Dobova, Sevnica, Zidani Most, Ljubljana, Kranj, Lesce-Bled, Jesenice, Jesenice, Villach, Spittal-Millstätter See, Mallnitz-Obervellach, Bad Gastein, Bad Hofgastein, Dorfgastein, Schwarzach-St. Veit, Sankt Johann im Pongau, Bischofshofen, Golling-Abtenau, Salzburg, Freilassing, Traunstein, Prien am Chiemsee, Rosenheim, Múnic, Augsburg, Günzburg, Ulm, Stuttgart, Heidelberg, Weinheim, Bensheim, Darmstadt, Frankfurt del Main, Friedberg (Hessen), Bad Nauheim, Gießen, Wetzlar, Herborn, Dillenburg, Haiger, Siegen                                                                         | EC 112/113 (Villach-Siegen) |
| EC 216/217                                         | -                                                   | Graz               | Saarbrücken        | Graz, Leoben, Sankt Michael in Obersteiermark, Rottenmann, Selzthal, Liezen, Stainach-Irdning, Schladming, Radstadt, Bischofshofen, Werfen, Golling-Abtenau, Hallein, Salzburg, Freilassing, Traunstein, Prien am Chiemsee, Rosenheim, Múnic, Augsburg, Günzburg, Ulm, Stuttgart, Mannheim, Neustadt an der Weinstraße, Kaiserslautern, Homburg, Saarbrücken |                             |
| EC 218/219                                         | -                                                   | Graz               | Frankfurt del Main | Graz, Leoben, Sankt Michael in Obersteiermark, Rottenmann, Selzthal, Liezen, Stainach-Irdning, Schladming, Radstadt, Bischofshofen, Werfen, Golling-Abtenau, Hallein, Salzburg, Freilassing, Traunstein, Prien am Chiemsee, Rosenheim, Múnic, Augsburg, Günzburg, Ulm, Stuttgart, Heidelberg, Weinheim, Bensheim, Darmstadt, Frankfurt del Main |                             |
| EC 248/249                                         | Wawel                                               | Cracòvia           | Hamburg            | Cracòvia, Katowice, Zabrze, Gliwice, Kędzierzyn-Koźle, Opole, Breslau, Legnica, Chojnów, Bolesławiec, Węgliniec, Żary, Forst, Cottbus, Berlín, Stendal, Salzwedel, Uelzen, Lüneburg, Hamburg |                             |
| EC 272/273                                         | Jaroslav Hašek                                      | Budapest           | Praga              | Budapest, Rákospalota-Újpest, Vác, Nagymaros-Visegrád, Szob, Štúrovo, Nové Zámky, Bratislava, Kúty, Břeclav, Brno, Pardubice, Kolín, Praga |                             |
| EC 274/275                                         | Slovan                                              | Bratislava         | Praga              | Bratislava, Kúty, Břeclav, Brno, Pardubice, Kolín, Praga |                             |
| EC 344/345                                         | Avala                                               | Belgrad            | Praga              | Belgrad, Stara Pazova, Inđija, Novi Sad, Vrbas, Bačka Topola, Subotica, Kelebija, Kiskunhalas, Soltvadkert, Kiskőrös, Fülöpszállás, Szabadszállás, Kunszentmiklós-Tass, Budapest, Rákospalota-Újpest, Vác, Nagymaros-Visegrád, Szob, Štúrovo, Nové Zámky, Bratislava, Kúty, Břeclav, Brno, Pardubice, Kolín, Praga | D 16 (Belgrad-Budapest)     |
| EC 378                                             | Carl Maria von Weber                                | Viena              | Stralsund          | Viena, Břeclav, Brno, Pardubice, Kolín, Praga, Ústí nad Labem, Děčín, Bad Schandau, Dresden, Elsterwerda, Berlín, Bernau bei Berlin, Eberswalde, Angermünde, Prenzlau, Pasewalk, Anklam, Züssow, Greifswald, Stralsund |                             |
| EC 379                                             | Carl Maria von Weber                                | Stralsund          | Brno               | Stralsund, Greifswald, Züssow, Anklam, Pasewalk, Prenzlau, Angermünde, Eberswalde, Bernau bei Berlin, Berlín, Dresden, Bad Schandau, Děčín, Ústí nad Labem, Praga, Kolín, Pardubice, Brno |                             |
| EC 390/391                                         | -                                                   | Linz               | Frankfurt del Main | Linz, Wels, Attnang-Puchheim, Vöcklabruck, Steindorf bis Straßwalchen, Salzburg Freilassing, Traunstein, Prien am Chiemsee, Rosenheim, Múnic, Augsburg, Günzburg, Ulm, Stuttgart, Heidelberg, Weinheim, Bensheim, Darmstadt, Frankfurt del Main |                             |